# Bewährung vorbei
Bewährung vorbei ist eine EP des Berliner Rappers Fler, wobei er unter seinem Pseudonym Frank White auftritt. Sie erschien am 27. Mai 2016 als Ersatz für sein verschobenes Album Vibe über Flers eigenes Label Maskulin Music Group. Bereits eine Woche vorher war die EP beim Musikstreaming-Dienst Apple Music verfügbar. 2017 war die EP zudem in der Deluxe-Edition des Kollaboalbums Epic von Fler und Jalil enthalten.

## Hintergrund
Am 4. Mai 2016 kündigte Fler das Erscheinen der EP statt seines geplanten Albums Carlo Escobar für den 27. Mai 2016 an, da dessen Veröffentlichung aufgrund von Problemen bei der Herstellung der Schallplattenversion auf den 2. September 2016 verschoben werden musste.

## Covergestaltung
Das Albumcover ist in Schwarz-weiß gehalten und zeigt eine Statue der Justitia, die für Gerechtigkeit steht und ein Schwert und eine Waage in den Händen hält. Unten links im Bild befindet sich der weiße Schriftzug Bewährung vorbei EP.

## Titelliste
| # | Titel            | Länge |
| - | ---------------- | ----- |
| 1 | Reality Check    | 3:01  |
| 2 | Heiligtum        | 3:12  |
| 3 | Gangbangsowieso  | 3:19  |
| 4 | Dresscode        | 2:06  |
| 5 | Bewährung vorbei | 3:22  |

## Rezeption
| Professionelle Bewertungen | Professionelle Bewertungen |
| -------------------------- | -------------------------- |
| Kritiken                   |                            |
| Quelle                     | Bewertung                  |
| laut.de                    | [ 2 ]                      |

Auf der Internetseite laut.de bewertete Alexander Austel die EP mit zwei von möglichen fünf Punkten. Er kritisierte vor allem Flers Texte, wogegen die Produktionen von Nico Chiara gelobt wurden.
Louis Richter von der Internetseite rap.de bezeichnete die EP als „unverfälschten Südberliner Battlerap im Trap-Gewand“. Fler habe zwar inhaltlich kaum Neues zu erzählen, wisse aber raptechnisch zu überzeugen und bringe die Atmosphäre gekonnt rüber. Die Beats hätten gehobenes Niveau und die Songs seien gezielte „Warnschüsse“ auf andere Rapper, wie Kollegah und Animus.

## Chartplatzierungen
Die EP stieg am 3. Juni 2016 auf Platz 11 in die deutschen Albumcharts ein und verließ die Top 100 in der folgenden Woche.